# 宮久三千年
宮久 三千年（みやひさ みちとし、1928年 - 1983年2月6日）は、日本の地球科学者。専門は、鉱床学・鉱物学。大分県生まれ。

## 経歴
旧制第七高等学校造士館を経て、1952年に九州大学理学部地質学科を卒業。その後、九州大学工学部採鉱学科応用地質学講座の木下亀城の指導を受け、1957年3月まで大学院に在籍。1957年5月、愛媛大学文理学部助教授として赴任し、1969年に同大学理学部教授に昇進。1980年4月以降、病気療養のため休職した。「尾平式鉱床に伴う鉱石鉱物の組織と共生」で、1962年、九州大学より工学博士の学位を取得。

## 業績
卒業論文以来、一貫して大分県尾平鉱床地域を中心とした九州地方の各種金属鉱床の研究に精力を傾け、数多くの論文を発表した。また、1962年頃から、愛媛大学に在籍したことにより研究の対象や地域が拡がり、四国各地の各種金属鉱床の調査・研究を行うと共に、道後温泉及び周辺の温泉・鉱泉水源の調査など、応用地質学的な分野でも多くの報文を発表した。詳細な野外調査に基づいて、調査地域の重要な地質学的関係を記述し、また反射顕微鏡などを駆使して多くの新産・希産鉱物を記載したことでも知られる。また一般鉱物愛好家の啓蒙にも尽力し、解説書などを出版した。
2011年に大分県下払鉱山で発見された新鉱物、宮久石(Miyahisaite, (Sr,Ca)2Ba3(PO4)3Fは、宮久の業績を顕彰するために命名されたものである。

## 主な著書
- 木下亀城・宮久三千年『日本地方鉱床誌』、「九州地方」、1961年、朝倉書店。
- 松本達郎・野田光雄・宮久三千年『日本地方地質誌』、「九州地方」、1962年、朝倉書店。
- 渡辺武男・沢村武雄・宮久三千年『日本地方鉱床誌』、「四国地方」、1973年、朝倉書店。
- 宮久三千年・皆川鉄雄『鉱物採集の旅』（2）、「四国・瀬戸内編」、1975年、築地書館。
- 宮久三千年・足立富男『鉱物採集の旅』（4）、「九州南部編」、1977年、築地書館。

## 論文、報文
- 宮久三千年「福岡県田川北部地方における花崗岩類と金属鉱床について」『九州鉱山学会誌』第20巻、1952年、265-269頁、NAID 10003416839。
- 松隈壽紀, 宮久三千年「大分縣旭鑛山産ポリバス鑛の結晶」『地質学雑誌』第58巻第678号、日本地質学会、1952年、111-111頁、doi:10.5575/geosoc.58.111、ISSN 0016-7630、NAID 110003017673。
- 牟田邦彦, 宮久三千年「蔵内尾平鉱山におけるゲルマニューム分布」『九州大学工学集報』第25巻第1号、九州大学大学院工学研究院、1952年10月、17-21頁、ISSN 00232718、NAID 40017634068。
- 宮久三千年「尾平附近の硫化物鉱床に伴うヴァレリー鉱,キューバ鉱について」『九州大学工学集報』第25巻第2号、九州大学大学院工学研究院、1953年2月、51-55頁、ISSN 00232718、NAID 40017634078。
- 宮久三千年, 木下龜城, 富田達「(43) 九州外帶の酸性貫入岩類に伴う鑛床の生成時期」『地質學雜誌』第59巻第694号、日本地質学会、1953年7月、309頁、ISSN 00167630、NAID 110003018043。
- 宮久三千年「尾平鉱床区の研究:花崗岩に伴う鉱床の2,3の問題」『地球科学』第1955巻第23号、地学団体研究会、1955年、15-24頁、doi:10.15080/agcjchikyukagaku.1955.23_15、ISSN 0366-6611、NAID 110007156710。
- 広渡文利, 宮久三千年「佐賀県嚴木マンガン鉱山産Jacobsite」『鉱山地質』第5巻第16号、資源地質学会、1955年、95-101頁、doi:10.11456/shigenchishitsu1951.5.95、ISSN 0026-5209、NAID 130003639901。
- 松隈寿紀, 宮久三千年「閃亜鉛鉱に伴うCu-Fe-S系鉱物の離溶共生(II)」『岩石鉱物鉱床学会誌』第41巻第5号、日本鉱物科学会、1957年、173-180頁、doi:10.2465/ganko1941.41.173、ISSN 0021-4825、NAID 130003883759。
- 松隈寿紀, 宮久三千年「閃亜鉛鉱に伴うCu-Fe-S系鉱物の離溶共生(I)」『岩石鉱物鉱床学会誌』第41巻第3号、日本鉱物科学会、1957年、89-97頁、doi:10.2465/ganko1941.41.89、ISSN 0021-4825、NAID 130004756539。
- 白水晴雄, 小川留太郎, 田中信也, 宮久三千年「福岡県篠栗産ブルース石」『岩石鉱物鉱床学会誌』第46巻第6号、日本鉱物科学会、1961年、191-195頁、doi:10.2465/ganko1941.46.191、ISSN 0021-4825、NAID 130003883890。
- 宮久三千年「大分県新木浦錫鉱床に伴う金―テルル―蒼鉛―砒鉱石」『鉱山地質』第12巻第56号、資源地質学会、1962年、317-323頁、doi:10.11456/shigenchishitsu1951.12.56_317、ISSN 0026-5209、NAID 130003639004。
- 宮久三千年「愛媛県河辺および宮崎県岩戸ドロマイト鉱床」『石灰石』第75号、石灰石鉱業協会、1962年1月、ISSN 02873761、NAID 40017977652。
- 宮久三千年, 野田雅之「大分県豊栄鉱山のヘルツェンベルグ鉱とその鉱物共生」『鉱物学雜誌』第6巻第6号、日本鉱物科学会、1964年、349-360_2、doi:10.2465/gkk1952.6.349、ISSN 0454-1146、NAID 130003437078。
- 宮久三千年, 鹿島愛彦「四国西部秩父累帯ドロマイト鉱床の地質学的研究」『鉱山地質』第17巻第84号、資源地質学会、1967年、214-227頁、doi:10.11456/shigenchishitsu1951.17.84_214、ISSN 0026-5209、NAID 130003441026。
- 宮久三千年「四国西部領家帯の花崗岩体群の相互関係」『愛媛大学紀要 D 自然科学』第6巻第3号、愛媛大学、1970年12月、59-72頁、ISSN 04227727、NAID 40018645862。
- 松本征夫, 宮久三千年「九州・祖母山火山岩体にみられるカルデラ型式の陥没構造」『地質学雑誌』第79巻第2号、日本地質学会、1973年、99-111頁、doi:10.5575/geosoc.79.99、ISSN 0016-7630、NAID 110003022423。
- 宮久三千年, 浜田俊三「道後温泉の地下構造 : 応用地質」『日本地質学会学術大会講演要旨』第1973巻、日本地質学会、1973年、268頁、doi:10.14863/geosocabst.1973.0_268、ISSN 1348-3935、NAID 110003032814。
- 宮久三千年, 原田進造, 石橋澄, 渋谷五郎, 本村慶信「豊栄鉱山一号すず鉱床のクトナホラ石，とくにその化学組成の鉱物共生」『鉱山地質』第25巻第133号、資源地質学会、1975年、347-357頁、doi:10.11456/shigenchishitsu1951.25.347、ISSN 0026-5209、NAID 130003639385。
- 宮久三千年, 石橋澄, 足立富男「土ろ久鉱山産マラヤ石の鉱物共生と化学組成」『岩石鉱物鉱床学会誌』第70巻第1号、日本鉱物科学会、1975年、25-29頁、doi:10.2465/ganko1941.70.25、ISSN 0021-4825、NAID 130003884252。
- 宮久三千年「瀬戸内領家帯に見出されたエメリー類似の変成岩」『三鉱学会昭和51年秋期講演要旨』第58巻、1976年、NAID 10010712291。